# Estádio dos Embondeiros
Estádio dos Embondeiros – stadion sportowy w Soyo, w Angoli. Obiekt może pomieścić 3000 widzów. Posiada nawierzchnię trawiastą. Swoje spotkania rozgrywa na nim drużyna Académica do Soyo.